# Monroy
Monroy es una villa y municipio español de la provincia de Cáceres, en la comunidad autónoma de Extremadura. Dentro de la provincia, forma parte administrativamente del partido judicial de Cáceres y de la mancomunidad Tajo-Salor. Se ubica geográficamente en la penillanura trujillano-cacereña, siendo dentro de ella la localidad más poblada del área conocida como Cuatro Lugares, que comprende los llanos situados entre los ríos Tajo y Almonte justo antes de su confluencia.
En 2021 tenía una población de 920 habitantes.

## Geografía física

### Localización
El término municipal de Monroy, de 204,45 km² de superficie, está dividido en dos sectores no colindantes. La zona de mayor tamaño (en la que se ubica la propia villa, a 35 km al noreste de la capital provincial) limita al oeste con Talaván, al norte con Serradilla, al este con Torrejón el Rubio y al sur con Trujillo. La otra zona, la históricamente perteneciente al despoblado de Las Quebradas, limita al oeste y sur con Talaván, al este con Serradilla y al norte con Casas de Millán. Se encuentra próximo al parque nacional de Monfragüe y en el paisaje predominan las dehesas de encinar y el pastizal.

### Hidrografía
Los Cuatro Lugares forman una llanura en el centro de la penillanura trujillano-cacereña, delimitada por los ríos Tajo al norte y Almonte al sur, confluyendo ambos ríos unos 20 km al noroeste de la villa de Monroy. El río Almonte marca el límite municipal de Monroy con Trujillo y el Tajo marca el límite del territorio de Las Quebradas con Casas de Millán.
Existen numerosos acuíferos subterráneos que se manifiestan al exterior en forma de fuentes, entre ellas destacan la Fuente del Corchito, Las Guapas, Las Palomas, El Manantío, La Juntana, El Huerto y La Amapola por lo que el problema del agua no existe en el pueblo.

### Clima
De acuerdo a los datos de la tabla a continuación y a los criterios de la clasificación climática de Köppen modificada Monroy tiene un clima de tipo Csa (templado con verano seco y caluroso).
| Parámetros climáticos promedio de Monroy en el periodo 1968-2003 | Parámetros climáticos promedio de Monroy en el periodo 1968-2003 | Parámetros climáticos promedio de Monroy en el periodo 1968-2003 | Parámetros climáticos promedio de Monroy en el periodo 1968-2003 | Parámetros climáticos promedio de Monroy en el periodo 1968-2003 | Parámetros climáticos promedio de Monroy en el periodo 1968-2003 | Parámetros climáticos promedio de Monroy en el periodo 1968-2003 | Parámetros climáticos promedio de Monroy en el periodo 1968-2003 | Parámetros climáticos promedio de Monroy en el periodo 1968-2003 | Parámetros climáticos promedio de Monroy en el periodo 1968-2003 | Parámetros climáticos promedio de Monroy en el periodo 1968-2003 | Parámetros climáticos promedio de Monroy en el periodo 1968-2003 | Parámetros climáticos promedio de Monroy en el periodo 1968-2003 | Parámetros climáticos promedio de Monroy en el periodo 1968-2003 |
| Mes | Ene.                                                             | Feb.                                                             | Mar.                                                             | Abr.                                                             | May.                                                             | Jun.                                                             | Jul.                                                             | Ago.                                                             | Sep.                                                             | Oct.                                                             | Nov.                                                             | Dic.                                                             | Anual                                                            |
| --- | ---------------------------------------------------------------- | ---------------------------------------------------------------- | ---------------------------------------------------------------- | ---------------------------------------------------------------- | ---------------------------------------------------------------- | ---------------------------------------------------------------- | ---------------------------------------------------------------- | ---------------------------------------------------------------- | ---------------------------------------------------------------- | ---------------------------------------------------------------- | ---------------------------------------------------------------- | ---------------------------------------------------------------- | ---------------------------------------------------------------- |
| Temp. media (°C) | 7.4                                                              | 8.5                                                              | 10.5                                                             | 12.9                                                             | 16.5                                                             | 21.7                                                             | 25.1                                                             | 24.7                                                             | 21.5                                                             | 16.1                                                             | 10.8                                                             | 8.0                                                              | 15.3                                                             |
| Precipitación total (mm) | 77.5                                                             | 55.4                                                             | 47.5                                                             | 52.7                                                             | 45.9                                                             | 27.5                                                             | 6.5                                                              | 9.0                                                              | 35.3                                                             | 65.0                                                             | 66.7                                                             | 81.9                                                             | 570.9                                                            |
| Fuente: Ministerio de Agricultura, Alimentación y Medio Ambiente. Datos de precipitación para el periodo 1968-2003 y de temperatura para el periodo 1968-1993 en Monroy |                                                                  |                                                                  |                                                                  |                                                                  |                                                                  |                                                                  |                                                                  |                                                                  |                                                                  |                                                                  |                                                                  |                                                                  |                                                                  |

## Historia

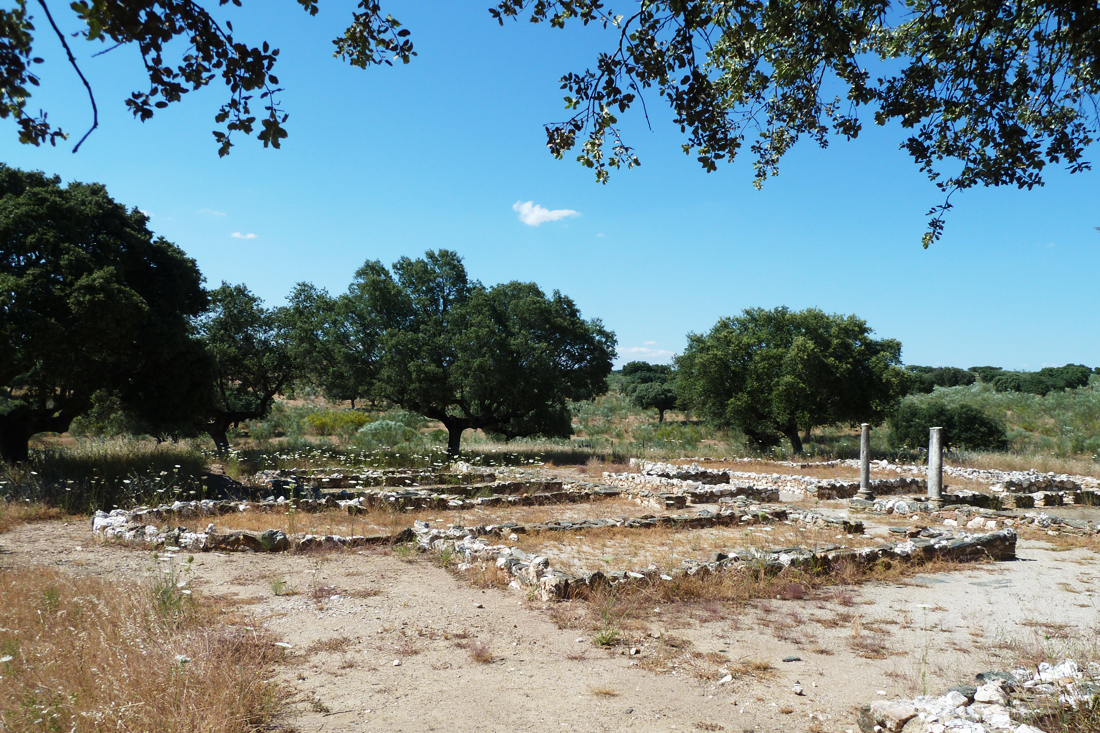
Villa romana de Los Términos de Monroy.

Los primeros pobladores de los que se tiene constancia de su existencia habitaron estas tierras hace varios milenios durante la Edad del Bronce. Entre los restos encontrados de esta época en el municipio destaca un brazalete de oro que se encuentra en el Museo de Cáceres.
De la época romana se encuentra La Villa Romana que era una explotación agropecuaria con una vivienda residencial con distintas dependencias en torno a un patio central, son de destacar los mosaicos que se han fechado en el siglo IV d. C.
Cerca de la ermita de Santa Ana se localiza una necrópolis de tumbas excavadas en la roca, actualmente se fechan en época visigoda. 
Los primeros datos sobre el lugar del pueblo de Monroy se remontan al año de 1309 cuando Fernando IV de Castilla otorga privilegios al noble placentino Hernán Pérez de Monroy para que pueda poblar el lugar y construir un castillo. El linaje de los Monroy, con solar en la ciudad de Plasencia, donde también poseen una importante casa fuerte, repartió sus dominios por otros lugares de la Alta Extremadura, como en Belvís el castillo de Belvís y, además de gran importancia en el ámbito señorial, desempeñaron relevante protagonismo en el de las órdenes militares, siendo responsables en elevada medida de los desajustes políticos y enfrentamientos militares en los que se vio inmersa Extremadura con ocasión de los sucesivos conflictos dinásticos y señoriales que se produjeron a finales del siglo XV.
Figuras singulares de este linaje fueron Hernán de Monroy "el Gigante", señor de Belvís y hermano de Alonso de Monroy que fue clavero y maestre de la Orden de Alcántara, y Hernando de Monroy "el Bezudo", señor de Monroy y primo de los anteriores. 
En 1634 el señorío de Monroy fue convertido en marquesado. 
El castillo, como suele ser común en las fortalezas que han tenido dilatada vitalidad, se ha ido configurando a lo largo de los siglos con múltiples añadidos, y en este caso concreto incluso hasta a finales del siglo XX, ya que ha sido habilitado como residencia privada y ello motivó una intensa restauración por parte de sus propietarios, llegando a construirse, incluso, una torre nueva, en el lugar donde parece que existía o se proyectó una en sus orígenes.

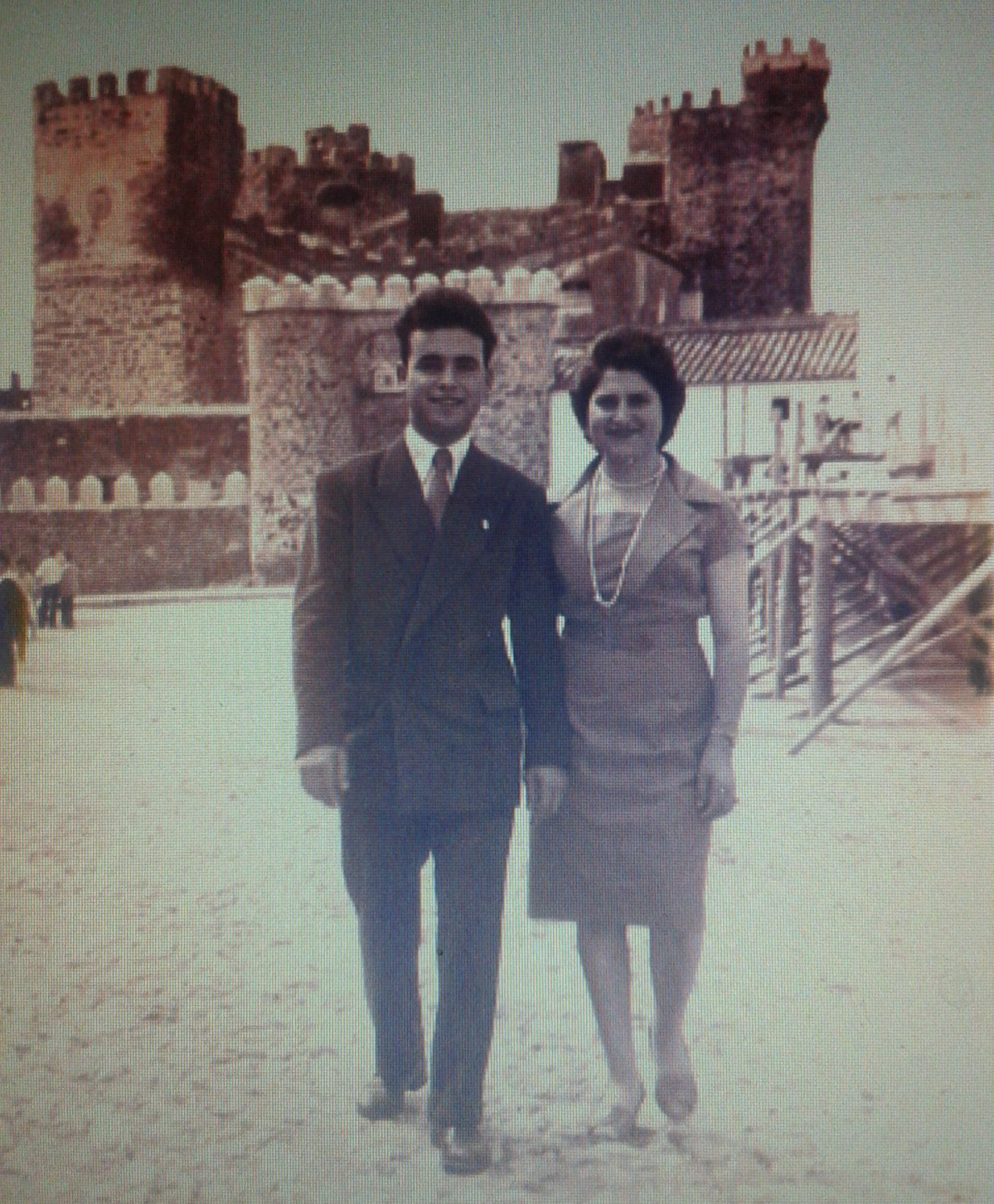
Forma original del Castillo de Monroy, antes de las reformas de Pablo Palazuelo

A la caída del Antiguo Régimen la localidad se constituye en municipio constitucional en la región de Extremadura, Partido Judicial de Garrovillas que en el censo de 1842 contaba con 155 hogares y 851 vecinos.

## Demografía
Monroy cuenta con una población de 884 habitantes (INE 2024).
| Gráfica de evolución demográfica de Monroy entre 1842 y 2021                                                        |
| |
| Población de derecho según los censos de población del INE Población de hecho según los censos de población del INE |

## Transportes
La principal carretera del municipio es la carretera autónomica EX-390, que une la avenida Héroes de Baler de la capital provincial con la villa de Torrejón el Rubio atravesando el centro del término municipal de Monroy. La villa de Monroy se ubica unos 3 km al sur de dicha carretera autonómica, accediéndose al casco urbano a través de la carretera provincial CC-47, que se considera la vía ordinaria de entrada y salida de la localidad, entrando en ella junto a la iglesia de Santa Catalina. El acceso a las otras localidades de los Cuatro Lugares, así como a algunas localidades relativamente cercanas como Serradilla o Casar de Cáceres, se hace a través de diversas carreteras que parten de la citada EX-390, pero que en ningún tramo pasan por el término municipal de Monroy.
Al sur del castillo de la villa sale la carretera provincial CC-128, un camino que se halla en un estado lamentable y que lleva a la ciudad de Trujillo en un recorrido de más de cuarenta kilómetros sin atravesar poblado alguno, aunque tiene salidas secundarias que llevan a Santa Marta de Magasca y La Aldea del Obispo. Al este de la villa, la avenida de la Constitución se prolonga en un camino rural que lleva a Jaraicejo, situada a más de treinta kilómetros sin localidades intermedias.

## Servicios públicos

### Educación
El colegio público de infantil y primaria de la villa forma parte del CRA Los Cuatro Lugares, que comparte con Hinojal, Santiago del Campo y Talaván. La educación secundaria puede estudiarse en Cáceres, estando dicho colegio adscrito al IES Universidad Laboral.

### Sanidad
Pertenece a la zona de salud de Talaván en el área de salud de Cáceres. La villa cuenta con un consultorio de atención primaria, ubicado junto a la casa consistorial e inaugurado en 2006 tras unas importantes obras de rehabilitación. En Monroy hay además una farmacia, que coordina sus turnos de guardia con las farmacias de su zona de salud, aunque en muchos turnos de guardia depende de la capital provincial.

## Cultura

### Patrimonio

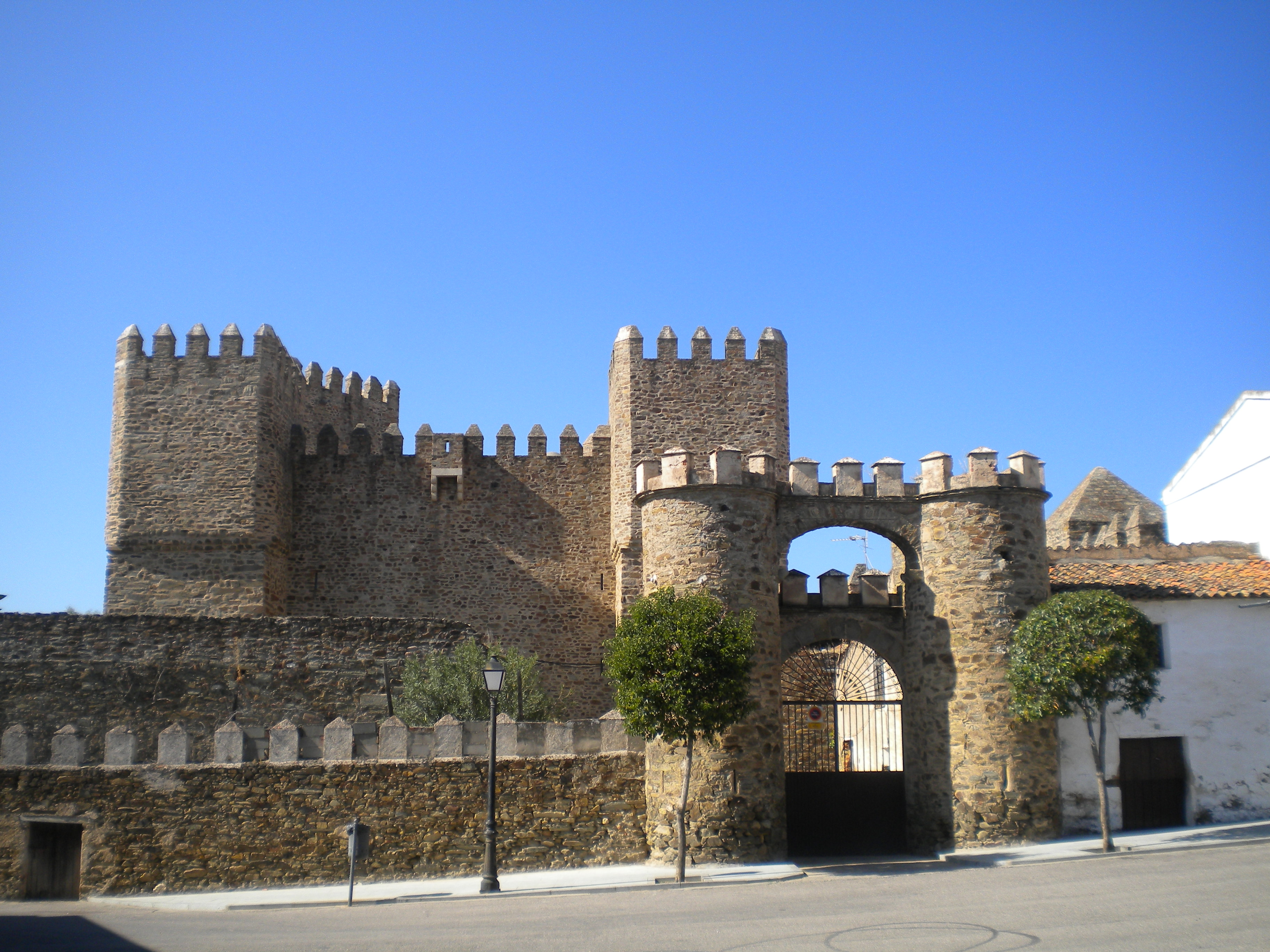
Castillo de Monroy.

Los principales monumentos del municipio son los siguientes:
- Villa romana de Los Términos de Monroy: yacimiento arqueológico tardorromano datado en los siglos IV-V;
- Castillo de Monroy: fortificación del siglo XIV ubicada en la plaza mayor de la localidad, es el monumento más conocido de la villa;
- Iglesia de Santa Catalina: templo parroquial católico de finales del siglo XV ubicado en el extremo oriental del casco antiguo de la villa;
- Ermita de Santa Ana: oratorio católico del siglo XIX.

### Festividades
Las principales festividades del municipio son las siguientes:
- Las Purificás: el 2 de febrero, considerada la fiesta más representativa de la villa, es una celebración folclórica de la fiesta de las Candelas que tiene lugar en la iglesia parroquial en torno a la imagen de la Virgen del Rosario;[19]
- El Boteo: juego tradicional que se celebra el Martes de Carnaval, consistente en lanzarse los participantes a distancia una maceta o botijo, intentando evitar que se rompa;[20]
- Semana Santa: cuenta con gran participación en la localidad, ya que uno de cada tres vecinos participa como cofrade;[21]
- Lunes de Albillo: romería que se celebra en la ermita el lunes siguiente al de Pascua;[22]
- Santa Ana: el 26 de julio, es la fiesta patronal de la localidad, que desde el siglo XX ha adquirido gran importancia como momento de retorno anual de los emigrantes, celebrándose en torno a ella una "semana cultural" desde 2004;[23]
- Toros de Monroy: festejos taurinos tradicionales que tienen lugar a mediados de septiembre, siendo las fiestas mayores de la localidad y teniendo origen en el descanso anual de los agricultores anterior al inicio de la siembra.[24]